# ティモシー・ノッキ
ティモシー・ノッキ（Timothy Nocchi, 1990年7月7日 - ）は、イタリア・チェーチナ出身のサッカー選手。U-23ユヴェントスFC所属。ポジションはGK。

## 経歴
ユヴェントスFCの下部組織出身。セリエD、レガ・プロ・セコンダ・ディヴィジオーネ、レガ・プロ・プリマ・ディヴィジオーネを経験し、2012年7月にはセリエBのSSユーヴェ・スタビアへ期限付き移籍した。2013年7月には同じくセリエBのカルピFCへ期限付きで移籍した。2014年1月にはカルチョ・パドヴァにレンタルされ、同年7月にはスペツィア・カルチョに期限付きで加入した。

## 所属クラブ
- ユヴェントスFC 2009-2018
  - → GSDロジニャーノ・セイ・ローゼ 2009-2010 (loan)
  - → USポッジボンシ 2010-2011 (loan)
  - → カッラレーゼ・カルチョ 2011-2012 (loan)
  - → SSユーヴェ・スタビア 2012-2013 (loan)
  - → カルピFC 2013-2014 (loan)
  - → カルチョ・パドヴァ 2014 (loan)
  - → スペツィア・カルチョ 2014-2015 (loan)
  - → FCプロ・ヴェルチェッリ 2015 (loan)
  - → カッラレーゼ・カルチョ 2015-2016 (loan)
  - → ACトゥットクオイオ1957サン・ミニアート 2016-2017 (loan)
  - → ペルージャ・カルチョ 2016-2017 (loan)